# Sala de Armas de San Juan
La  Sala de Armas de San Juan es un monumento que alberga la Asociación de Estudios Melillenses en la ciudad española de Melilla. Se encuentra situado en la Calle de San Juan, de Melilla la Vieja y forma parte del Conjunto Histórico Artístico de la Ciudad de Melilla, un Bien de Interés Cultural.

## Historia

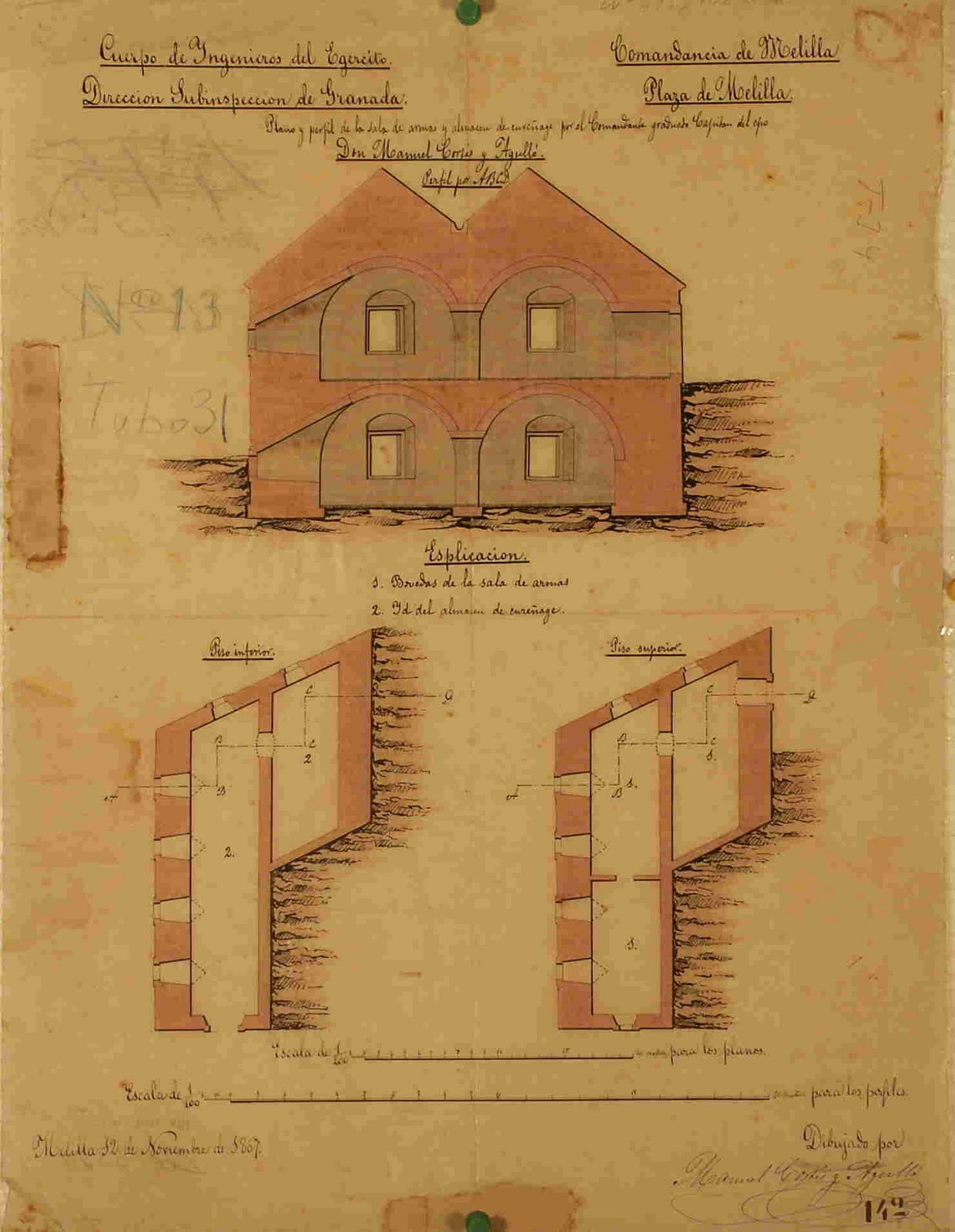

El edificio fue construido como sala de armas en 1778, aunque fue utilizado también como almacén de alimentos.
Perdió su función a principios de siglo XX y fue reformado en 1978 por el arquitecto malagueño Bernardo Rodríguez Davo con la construcción de una escalera helicoidal, la apertura de una puerta en la planta alta, la elevación del suelo de la planta baja y la construcción de pasos entre las bóvedas en ambas plantas para la sede de una asociación juvenil, aunque al final la ocupó la Asociación de Estudios Melillenses.

## Descripción
El edificio es de piedra de la zona para los muros y ladrillo macizo para los arcos y las bóvedas, de doble rosca en la planta baja y triple rosca en la alta, techado esta con cubiertas a dos aguas de cemento.
Se encuentra bastante desvirtuado por la subida del nivel de la calle de San Juan, que tapan la planta baja, y especialmente por las reformas de los años 70, con una escalera helicoidal de hormigón armada innecesaria e irrespetuosa, que en opinión de técnicos, ejerce cómo un sacacorchos que canaliza los movimientos sísmicos hacia un lado de los cimientos, desplazándolos y causando numerosas grietas que recorren el edificio de lado a lado.

### Exterior
Las puertas de sus plantas son de cantería, con arcos de carpanel, así como las ventanas, pero adinteladas en el exterior y apuntadas en el interior y con rejas de maestría, además, cuenta con pináculos de piedra en sus ángulos, por lo que es el edificio no religioso más ornamento de Melilla la Vieja, a excepción de las puertas de Santiago y de la Marina.

### Interior

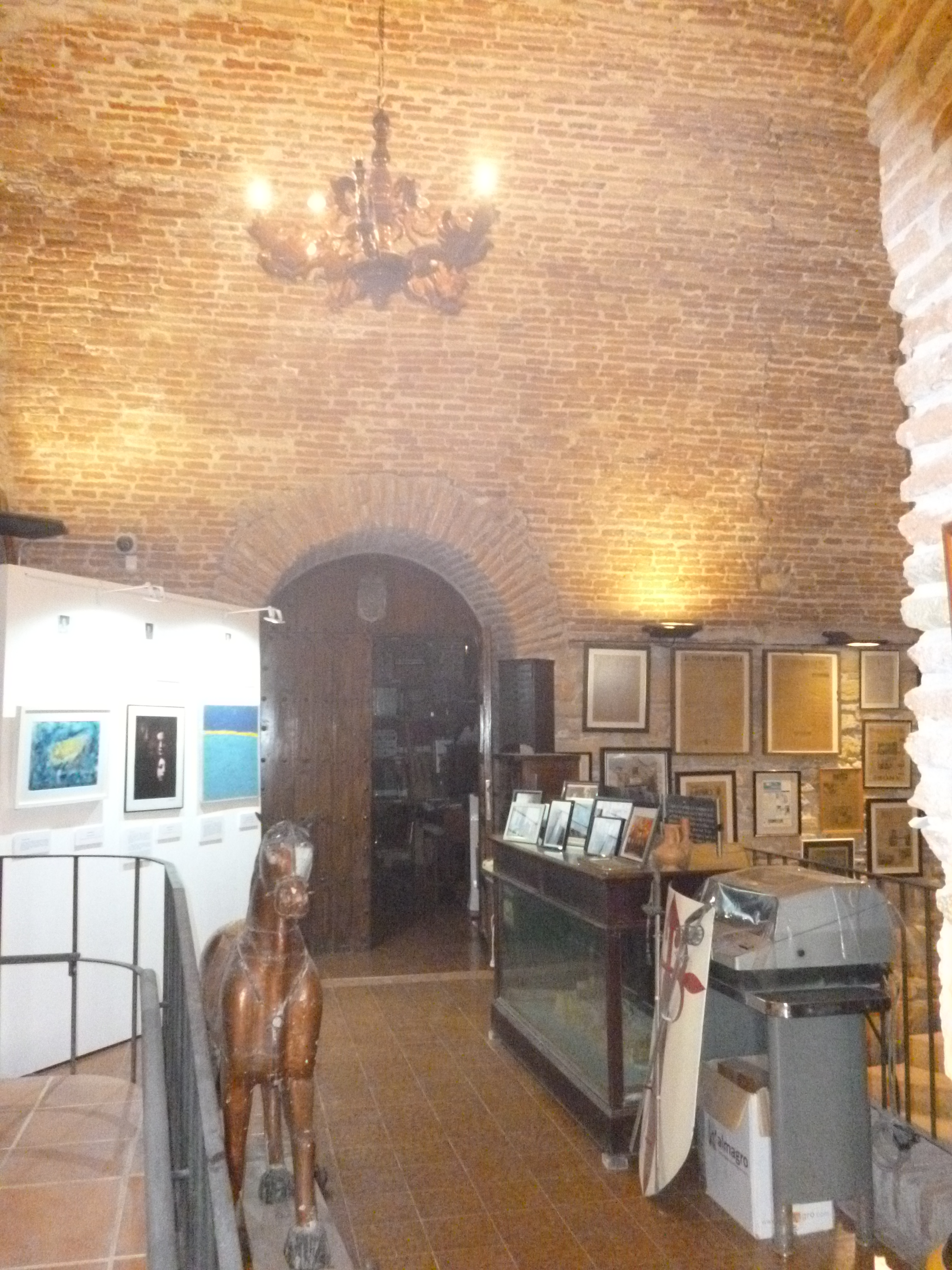
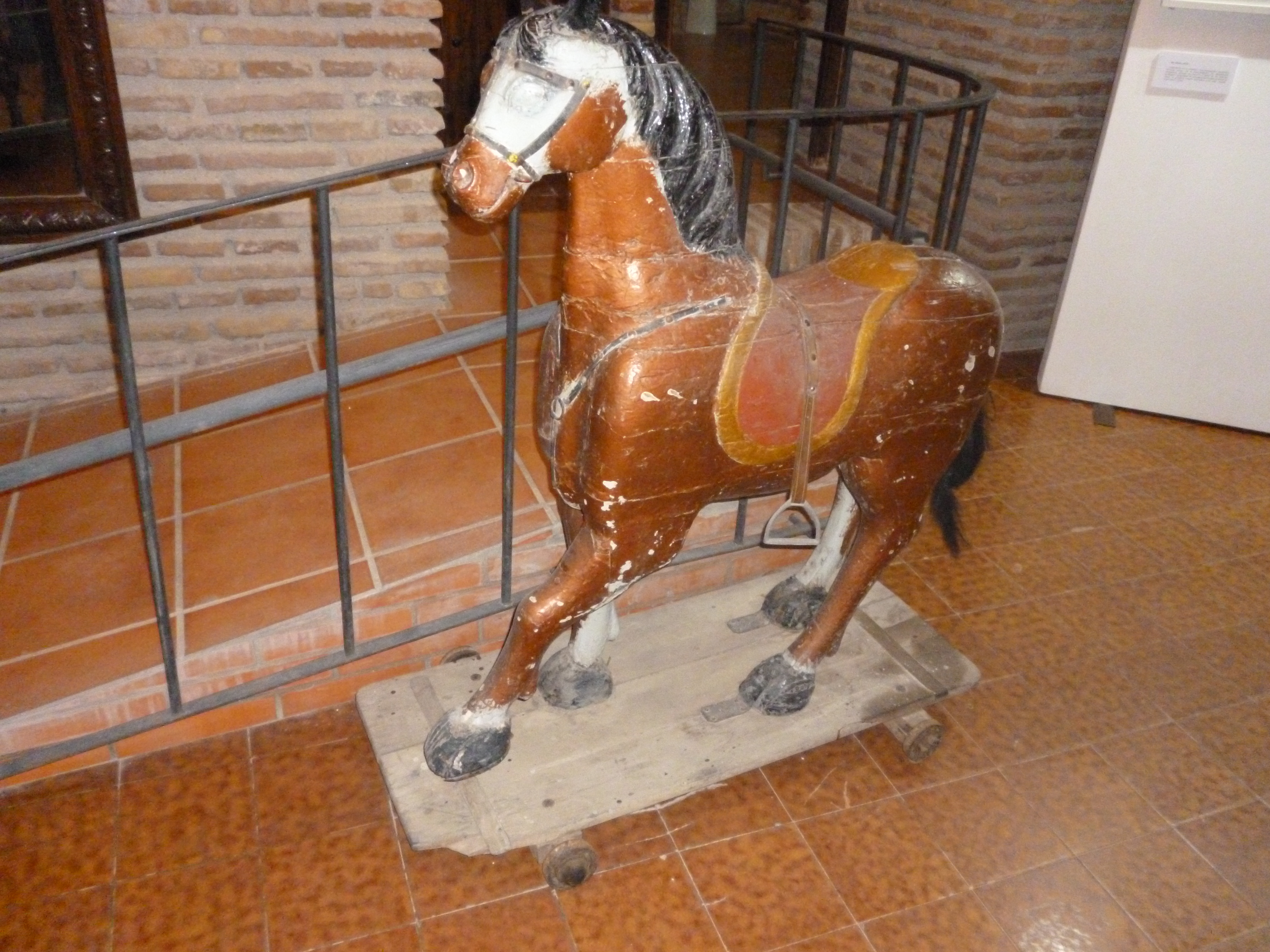
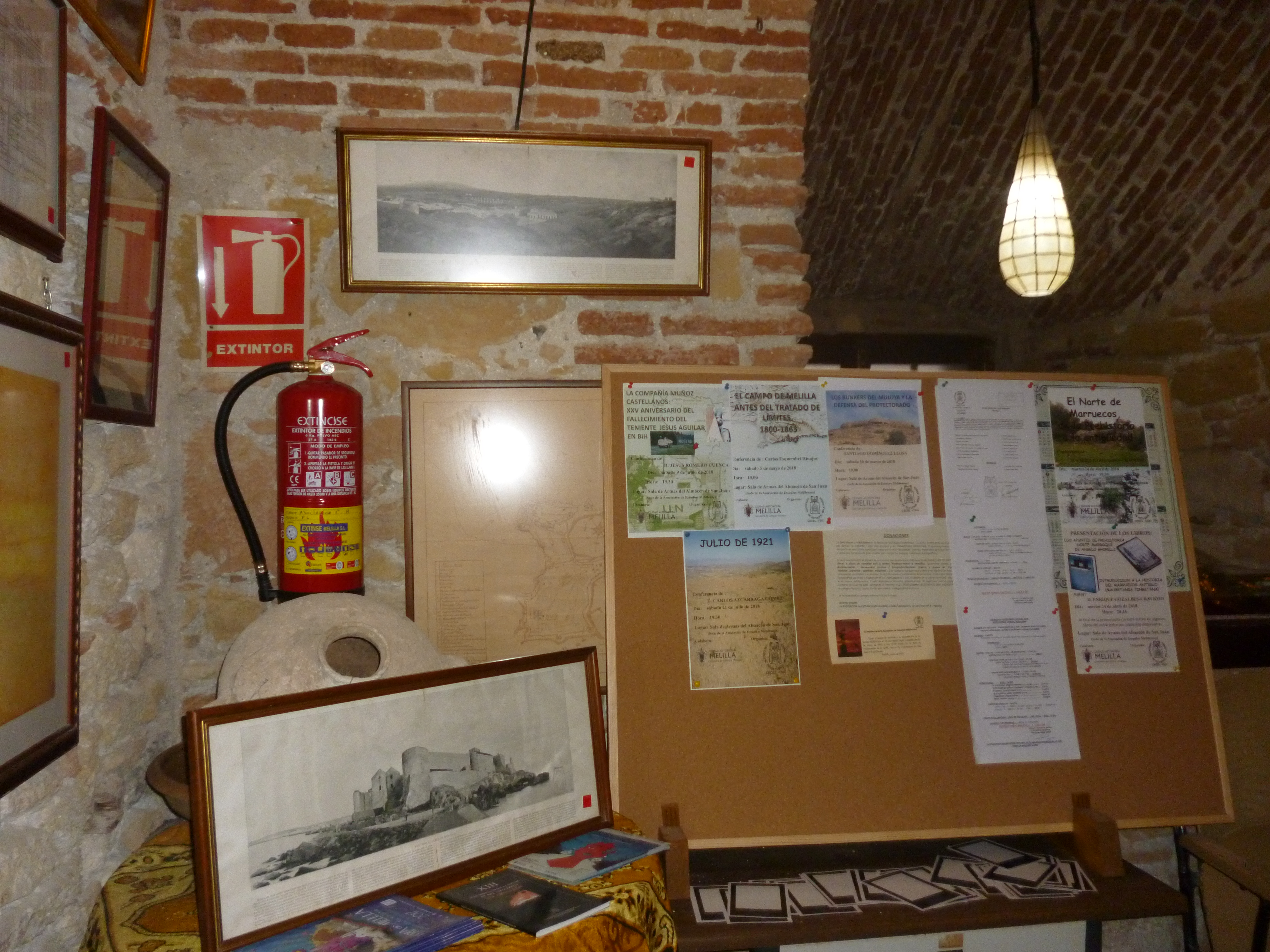
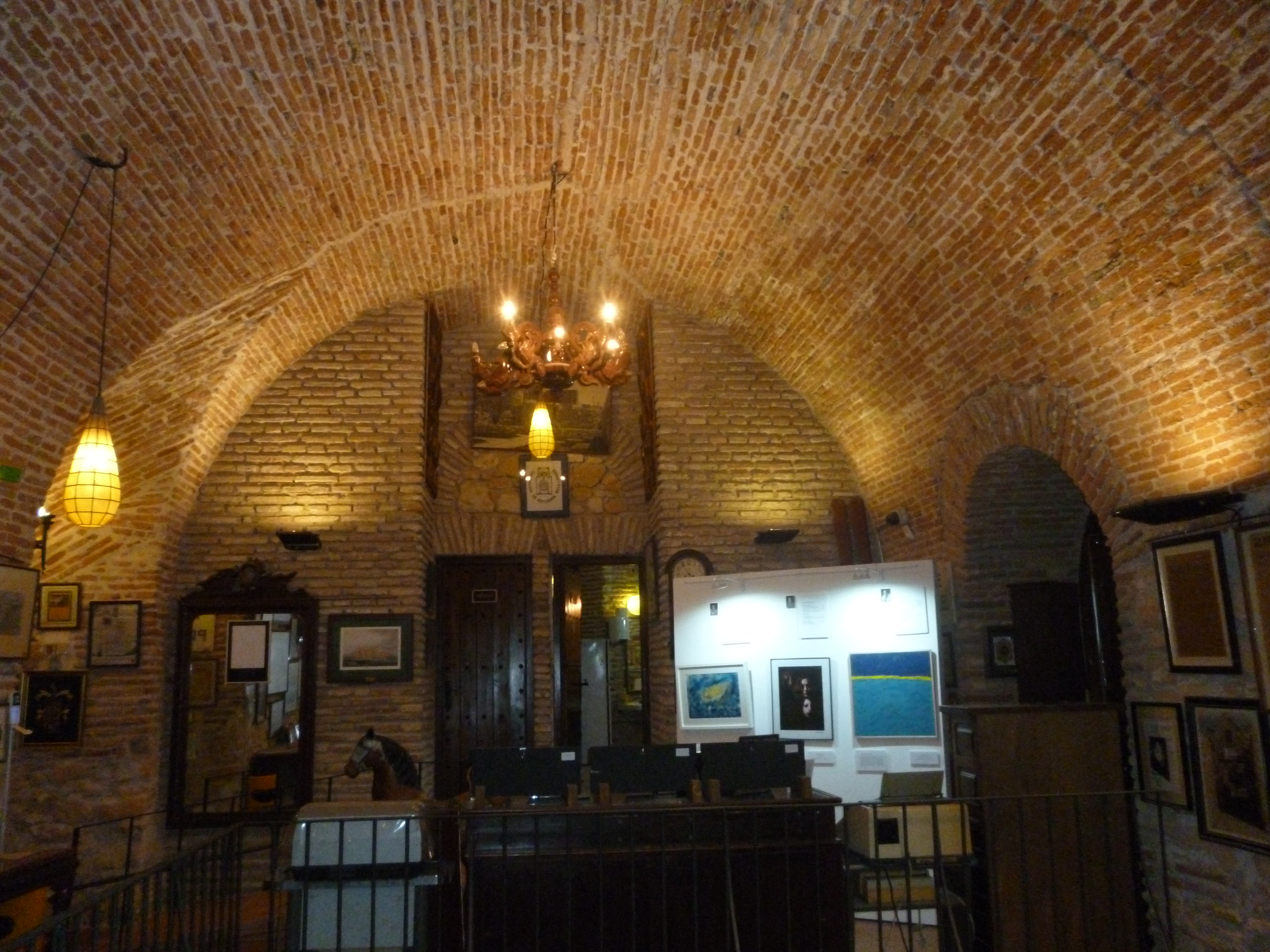

Consta de una planta baja, en la que se encuentra el Museo Etnográfico de Melilla y la sala de conferencias y una alta, en la que se encuentra la biblioteca y la hemeroteca.